# Alan Abel
Alan Abel (Zanesville, 2 de agosto de 1924 – Southbury, 14 de setembro de 2018) é um escritor, cineasta mockumentary e percussionista de jazz estadunidense.
Em 1999, Abel apareceu no documentário da HBO, Private Dicks: Men Exposed.

## Obras
- How to Thrive on Rejection: A Manual for Survival
- Don't Get Mad-- Get Even!: A Manual for Retaliation
- Cessna's Golden Age: The Golden Age of Aviation Series
- Bellanca's Golden Age
- Aeronca's Golden Age: The Golden Age of Aviation Series